# Perreux NE
Perreux ist eine Ortschaft in Boudry, 510 m ü. M., am Ostfuss der Montagne de Boudry. Hier wurde 1897 ein kantonales Spital für Chronischkranke gegründet, das heute eine psychiatrische Klinik (Centre neuchâtelois de psychiatrie) beherbergt. Ab 2014 soll das Asylzentrum von Perreux Standort eines Bundeszentrums für Asylsuchende werden.